# Google表單
Google Forms是Google推出的一個調查管理應用程式，用戶可以通過Google Forms調查和蒐集他人資訊，也可以用來考試和充當報名表，然後蒐集到的資訊和測驗結果將自動傳輸到電子表格上。此外Google Forms還具有多用戶协作和共享功能。